# Dick Rathmann
Dick Rathmann (n. 6 ianuarie 1924, Los Angeles, California, SUA – d. 1 februarie 2000, Melbourne⁠(d), Florida, SUA) a fost un pilot de Formula 1. De-a lungul carierei a luat startul în 5 curse dintre care 1 din pole-position. Nu a câștigat nicio cursă și nu a terminat niciodată pe podium, acumulând 2 puncte în întreaga activitate ca pilot de Formula 1.